# Erna Last-Kijk in de Vegte
Erna Last-Kijk in de Vegte (4 augustus 1986) is een Nederlands voormalig marathonschaatser. Last-Kijk in de Vegte was actief van 2006 tot 2013 en won in februari 2013 in haar afscheidsseizoen de Alternatieve Elfstedentocht op de Weissensee.

## Erelijst
- 2008: Essent Cup 1
- 2009: 2e Essent Open Nederlands Kampioenschap
- 2009: Grand Prix 2
- 2012: Gewestelijke Kampioenschappen Overijssel/Gelderland
- 2013: Gewestelijke Kampioenschappen Overijssel/Gelderland
- 2013: 	Aart Koopmans Memorial (KPN Grand Prix 1)
- 2013: 3e KPN Open Nederlands Kampioenschap
- 2013: Alternatieve Elfstedentocht op de Weissensee (KPN Grand Prix 2)